# Acromyrmex coronatus
Acromyrmex coronatus es una especie de hormiga cortadora de hoja del género Acromyrmex, tribu Attini, familia Formicidae. Fue descrita científicamente por Fabricius en 1804.
Se distribuye por Bolivia, Brasil, Colombia, Costa Rica, Ecuador, Guatemala, Honduras, México, Nicaragua, Panamá, Paraguay y Perú. Se ha encontrado a elevaciones de hasta 2190 metros. Habita en bosques húmedos y perturbados.